# Política de catalogação

## Politica de Catalogação
Políticas Institucionais de Catalogação são diretrizes administrativas empregadas no processo de catalogação para auxiliar diferentes catalogadores a tomarem decisões análogas a questões semelhantes. Este artigo possui como objetivo geral mostrar a criação e utilização de Políticas Institucionais de Catalogação em Unidades de Informação. Identificaram-se onze requisitos indispensáveis para a elaboração de uma política institucional aplicada ao processo de catalogação, que proporcionaram o desenvolvimento de uma proposta de modelo de estrutura de Política Institucional de Catalogação para Unidades de Informação. Desse modo, por meio do planejamento dos processos, podem ser entregues aos usuários serviços e produtos com maior qualidade (como por exemplo, os serviços e produtos da catalogação). Sendo assim, entende-se que o planejamento pode agregar maior controle e segurança ao processo de catalogação. As políticas institucionais aplicadas aos processos das UIs destinam-se, desse modo, a otimizar o tempo dos bibliotecários, eliminando a necessidade de determinar novas soluções para questões cotidianas, e, assim, deixando-os disponíveis para buscar alternativas para questionamentos inéditos. As políticas institucionais servem igualmente de diretrizes para alinhar as atividades realizadas pelos colaboradores aos objetivos planejados pelos gestores, de modo a determinar uma direção a ser seguida e os limites que devem ser respeitados.

## Catalogação
A catalogação é a descrição bibliográfica de um objeto informacional, de modo a que seja identificado com precisão, sendo elemento fundamental para viabilizar a Recuperação da Informação (RI). Os elementos da descrição bibliográfica são retirados do próprio objeto, e só quando forem insuficientes é que devem ser retirados de outra fonte de informação. No caso dos documentos impressos os dados devem ser coletados prioritariamente da folha de rosto.  O Manual de Catalogação é uma ferramenta de gestão da qualidade da informação que objetiva o aprimoramento da catalogação e o envolvimento de todos os colaboradores no processo decisório. Para o desenvolvimento do Manual de Catalogação é necessário que sejam definidas as políticas que nortearão o processo. 
A política orienta a tomada de decisões e de ações, o manual guia a execução das decisões e as ações das tarefas executadas na atividade de catalogação. 
Assim como as Políticas Institucionais de Catalogação, os Manuais de Catalogação são empregados para garantir mais consistência ao catálogo bibliográfico da Instituição, ou da Rede de Cooperação, e, consequentemente, para agregar mais qualidade aos serviços e aos produtos gerados.

## Elementos requeridos em uma Política Institucional de Catalogação
- Denominação Política
- Objetivos e/ou finalidades
- Indicativo de atualização e/ou de revisão
- Escopo da catalogação
- Definição de prioridades para a catalogação
- Nível de catalogação utilizado
- Diretrizes de controle de autoridades e demais pontos de acesso
- Diretrizes acerca da participação em Redes de Cooperação
- Diretrizes a propósito das tecnologias empregadas no processo de catalogação
- Indicativo de regras internacionais e nacionais adotadas, bem como de instrumentos auxiliares internos e/ou externos à Instituição empregados na catalogação
- Diretrizes acerca das responsabilidades [4]